# 青海土城
青海土城，又称北青土城，虚川平城，是朝鮮民主主義人民共和國咸鏡南道北青郡的一座古城遺址，為該國境内规模最大的渤海國城址，最早關於這座遺址的記載在朝鮮王朝時期編撰的《新增东国舆地胜览》中，20世纪60年代至80年代的考古發掘基本確定其就是渤海國南京南海府的所在地。

## 建築
青海土城位于咸镜南道北青郡东南14公里的荷湖里，地處南大川入海口東岸的平原上，北侧和东侧环有低矮山丘绕，城址為长方形，东西長342米，南北長724米，周长2132米，城墙底宽8米，现仍存有2至3米高，每隔一定距离有突出的马面，保存较好的南墙西侧的马面长6米，高2米，城墙西南角有角楼。四個彼此对称的城门被南北东西交叉的十字大路相连接，其中东西大路长565米，宽3米。城内城区被两条大路分成四个区域，每个区域又被道路十字分为四个更小的区域。北门遗址以南约90米处是衙署遗址，坐北朝南，东西呈长方形，长40米，宽10米，遗址中出土有鸱尾。在古城碾米厂西南50米处的衙署遗址亦为坐北朝南，东西呈长方形，长40米，宽9米，该遗址中发现了呈L形的由双洞构成的火炕设施。此外青海土城内还发掘了3口水井，其中较为典型的是位於城址东侧被称作“东京水”的1号水井，用此地不产的花岗岩砌筑，井口呈八角形。青海土城附近分布有多座高句丽时期修建、渤海沿用的山城和墓群、寺庙址、窑址等渤海时期的遗迹。

## 文物
青海土城内的渤海文化层厚40至80厘米，個別地方厚達1米，出土有渤海莲花纹瓦当、指压纹板瓦等建筑构件和陶器、铁锅、铁镞等金属器。西侧建筑址中出土有八瓣花草纹瓦当，瓦当的中心在直径2.8厘米的圆内浮雕以5个珠纹17的半球形花蕊，花蕊的周围浮雕8个花骨朵纹，花骨朵纹上的花蒂之间浮雕以珠，花骨朵间有花瓣纹浮雕图案。配合曲节筒瓦使用的瓦当直径12.6厘米，厚1.6厘米，前缘宽1.4厘米。青海土城出土的筒瓦中有用黏土烧制的灰色曲节唇筒瓦和直节唇筒瓦，曲节筒瓦的瓦唇长度为4.5厘米，一般为2至3条节纹，全瓦长35.5厘米，直径与瓦当相吻合，瓦的外表面为绳纹，内则为粗布纹。也出土有帽檐形、梯形、三角形、板瓦横切形等异形瓦。在青海土城西门东侧的建筑址中出土了以黏土烧制的灰白色鸱尾碎块，长8厘米、宽14厘米、厚31.5厘米，形与翼联结部分有直径4厘米的孔洞。